# Una tomba per le lucciole
Una tomba per le lucciole (火垂るの墓?, Hotaru no haka) è un film d'animazione del 1988 scritto e diretto da Isao Takahata.
Il soggetto è tratto dall'omonimo racconto semi-autobiografico di Akiyuki Nosaka, pubblicato anche in Italia nel 2013 da Kappalab. Takahata, regista e sceneggiatore, è cofondatore con Hayao Miyazaki dello Studio Ghibli, che ha animato la pellicola che presenta una visione straziante e intensamente neorealista delle vicende personali di un ragazzo e di una bambina indifesi nei confronti dell'orrore della guerra.
Il film è distribuito in Italia da Yamato Video: a partire dal 30 gennaio 2015 è disponibile in una nuova edizione ridoppiata, dal titolo La tomba delle lucciole.
È considerato uno dei migliori film d'animazione di tutti i tempi, nonché uno dei più importanti e influenti della cultura giapponese.

## Trama

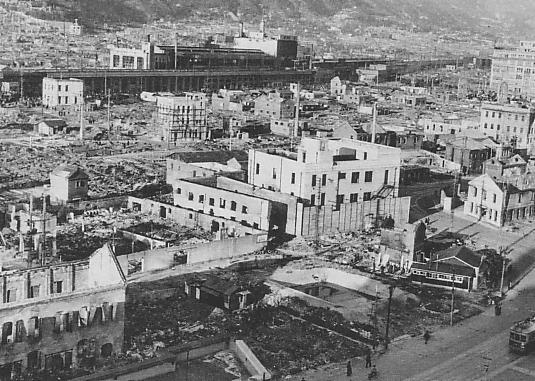
Bombardamento di Kōbe

Il 21 settembre 1945, nell'atrio della stazione ferroviaria di Kōbe, un ragazzo muore di fame fra l'indifferenza dei passanti. Tutto quello che possiede è soltanto una scatola di latta delle caramelle "Sakuma Drops" che contiene piccoli frammenti di ossa. Quando la scatola viene gettata via da un inserviente, appare il fantasma di una bambina che la raccoglie venendo presto raggiunta da quello del ragazzo. Inizia così il flashback che racconta la loro storia.
Tre mesi prima, nel giugno 1945, a Kōbe l'orrore della Seconda guerra mondiale si abbatte sul giovane Seita che si vede costretto a scappare al rifugio antiaereo insieme al resto della popolazione del suo villaggio prendendosi in carico sua sorella Setsuko. Costretto a separarsi dalla madre, mentre il padre è impegnato come ufficiale nella Marina imperiale giapponese (si allude al fatto che sia probabilmente caduto in battaglia), fugge da casa quasi senza comprendere ciò che accade: è meravigliato all'inizio nel vedere che gli aerei non sgancino bombe esplosive ma incendiarie. Solo quando le case di legno intorno a lui iniziano a bruciare comprende appieno l'azione degli americani.
Durante il suo pellegrinaggio per la città rasa al suolo si reca alla scuola alla ricerca della madre. Mentre la sorella viene presa in cura da una conoscente, Seita ritrova la mamma largamente ustionata e coperta di bende. La vede quindi morire sotto i suoi occhi e quando esce dalla scuola non gli resta che raccontare una bugia alla piccola Setsuko. Da quel giorno la piccola non chiederà altro che rivedere la madre, ma ogni volta con delle scuse il ragazzo riesce a rassicurarla e a nasconderle la verità.
Seita si dirige quindi verso la casa di una zia, in un villaggio vicino, e riceve una calda accoglienza. La donna sembra molto disponibile e offre loro un riparo e del cibo. Seita crede quindi di aver trovato un luogo in cui stare ma quando il cibo inizia a scarseggiare, la zia si dimostra molto dura nei suoi confronti e il ragazzo si sente costretto a lasciare l'abitazione. Il personaggio della zia è caratterizzato da una forte devozione alla causa del loro imperatore.
I due si trasferiscono quindi in un rifugio nelle vicinanze di un lago e per un po' di tempo riescono a vivere grazie al riso che erano riusciti a comprare e ad altri prodotti che avevano lasciato nella loro vecchia casa. Ma ben presto il cibo finisce nuovamente e con i soldi rimasti il giovane non è più in grado di comprare viveri: la guerra ha portato al razionamento forzato delle provviste e nessuno può aiutarlo.
Iniziano così i tempi difficili e Seita è costretto ad allontanarsi dal rifugio per cercare il cibo arrivando a rubarlo ai contadini, che lo malmenano duramente, e a saccheggiare le case degli sfollati durante gli attacchi nemici. Come quando Seita è stato picchiato da un contadino che lo manda alla polizia, ma il poliziotto non incolpa Seita, che sta morendo di fame, e lo lascia andare in libertà. In questo tempo Seita assiste al veloce deperire della piccola Setsuko che ormai non ride e non gioca più come una volta ma passa le giornate a dormire e lamentarsi. Quando Seita la porta dal dottore, questi gli comunica che la bambina è denutrita e l'unica cosa di cui ha bisogno è il cibo, e non medicine.
Infine, un giorno, di ritorno dal solito pellegrinaggio in città, Seita apprende in banca da altri cittadini che l'impero giapponese si è arreso incondizionatamente e che la flotta è stata affondata, compreso l'incrociatore dove si trovava il padre. Morto così anche quest'ultimo, il ragazzo scappa sofferente comprendendo che lui e sua sorella erano gli unici rimasti della famiglia, senza più una casa dove andare.
Tornando al rifugio, Seita trova la sorella agonizzante nel proprio letto. La piccola è intenta a succhiare delle biglie scambiandole per delle caramelle e chiede al fratello se vuole anche lui delle polpette di riso che sono in realtà fatte di fango. Il ragazzo non può far altro che tentare di nutrirla con dell'anguria, ma ormai è troppo tardi. Così, quando la guerra termina e la vita lentamente ricomincia, Seita è costretto a cremare la sorella da solo e a dirle addio, circondato da centinaia di lucciole danzanti nell'aria. Infine dopo qualche giorno anche Seita, ormai prostrato, muore. Seita e Setsuko divennero così due fantasmi e continuarono ad abitare nel luogo dove essi hanno vissuto.
Da allora sono passati molti anni e Kōbe è ora formata da moderni grattacieli, ma la sera sulla collina che sorveglia la città si possono ancora vedere gli spiriti di Seita e Setsuko di nuovo insieme, seduti su una panchina circondata dalle lucciole.

## Distribuzione
Il film venne presentato in contemporanea con Il mio vicino Totoro di Miyazaki. Per la crudezza delle sue immagini, Una tomba per le lucciole divenne un film molto controverso e poco pubblicizzato, ma ebbe grande successo in Giappone. Nel 2005 ne è stata prodotta una versione live action con la partecipazione di Mao Inoue e Nanako Matsushima.

### Edizione italiana
In Italia il film fu inizialmente pubblicato nel 1995 direttamente in VHS da Yamato Video. Il doppiaggio italiano fu eseguito dalla Promovision e curato da Massimo Corizza.
Nel 2015 è stata prodotta sempre da Yamato Video una nuova edizione italiana dal titolo La tomba delle lucciole, con nuovo doppiaggio curato da Gualtiero Cannarsi: questa è stata distribuita come uscita-evento nelle sale cinematografiche il 10 e l'11 novembre 2015 e in seguito commercializzata su DVD e Blu-ray.
Il 6 agosto 2025 Lucky Red annuncia che, in occasione degli 80 anni dei bombardamenti atomici di Hiroshima e Nagasaki, il film verrà proiettato nei cinema italiani dal 18 al 24 settembre 2025 con un nuovo doppiaggio curato da Alessandro Rossi, con Francesco Nicodemo come traduttore e Roberta Bonuglia come adattatore.

## Riconoscimenti
- 1989 - Blue Ribbon Award
  - "Premio speciale" a Isao Takahata
- 1994 - Chicago International Children's Film Festival
  - "Premio della giuria per il miglior film d'animazione" a Isao Takahata
  - "Premio per i diritti dei bambini" a Isao Takahata